# Buck Johnson

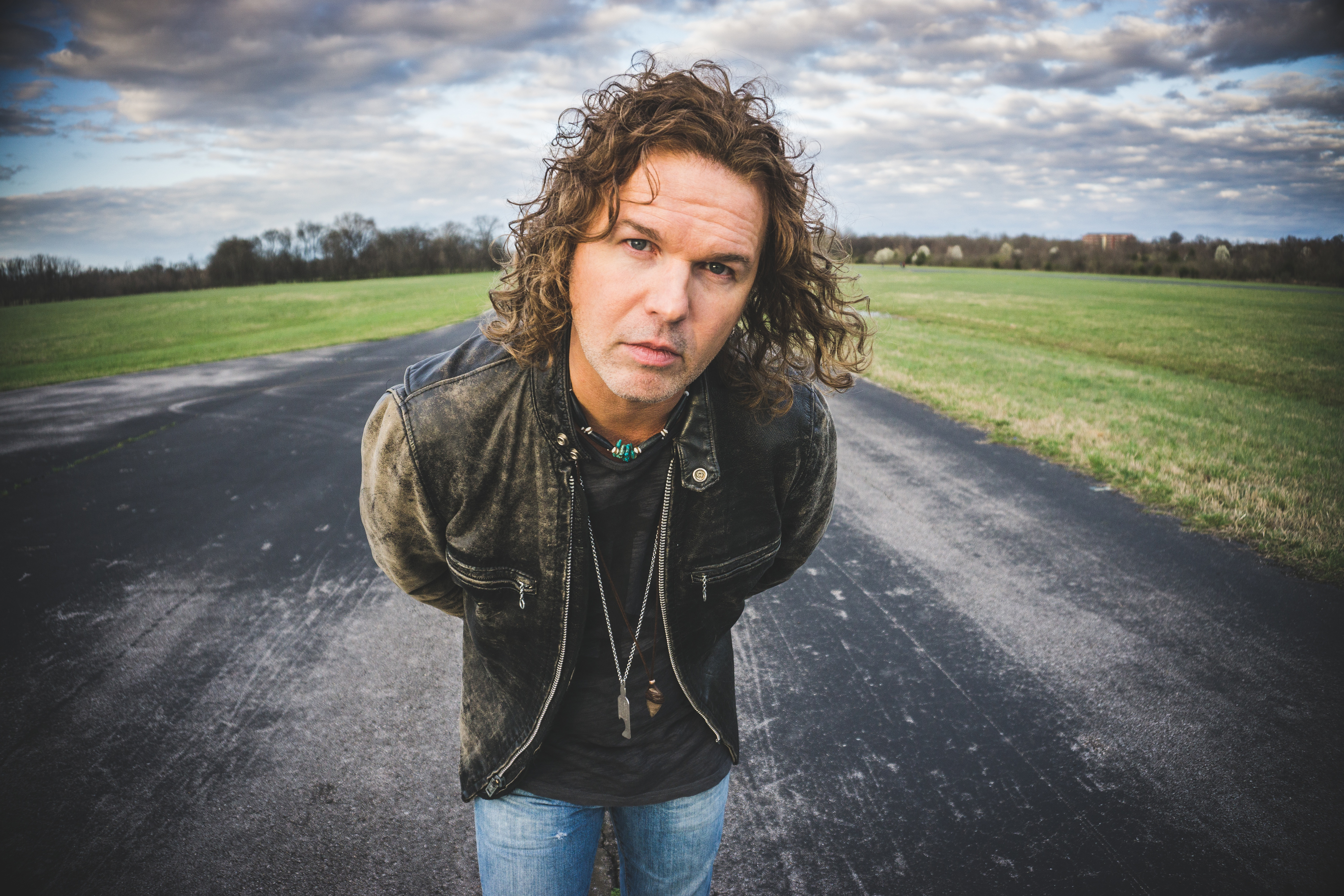
Buck Johnson (2018)

Burleigh „Buck“ Johnson (* in Birmingham, Alabama, USA) ist ein US-amerikanischer Multiinstrumentalist (insbesondere Keyboards und Gitarre), Sänger, Songwriter und Musikproduzent, der mit Aerosmith, den Hollywood Vampires, Steven Tyler, Joe Perry und zahlreichen weiteren Musikern und Bands arbeitet.

## Biografie
Buck Johnson wuchs in der Nähe von Birmingham in Alabama auf. Schon in jungen Jahren sang er mit seiner Familie bei Auftritten im Süden der Staaten Gospelmusik. Während seines Studiums am Birmingham-Southern College lernte er seine Frau Kym kennen, und die beiden zogen nach Los Angeles.
In Los Angeles musizierte Johnson live und im Studio unter anderem mit den Doobie Brothers, Tal Bachman, John Waite, Shawn Mullins, The Thorns und Timothy B. Schmit von den Eagles. Er hat als Songwriter, Session-Sänger und Musiker mit den Songwritern und Produzenten Jamie Houston (Carlos Santana, Jon McLaughlin) und Charlie Midnight (The Doobie Brothers) zusammengearbeitet. Als Songwriter schrieb Johnson gemeinsam mit Jamie Houston und Damon Johnson den Song Just Feel Better für Carlos Santana auf dessen Album All That I Am aus dem Jahr 2005, mit Steven Tyler als Leadsänger.
2006 trat Buck als Songwriter, Co-Sänger und Multiinstrumentalist der Country-Rockband Whiskey Falls bei und zog nach Nashville, Tennessee. Whiskey Falls veröffentlichten 2007 ihr selbstbetiteltes Album, das zwei Country-Top-40-Hitsingles enthielt, Last Train Running und Falling Into You.
2014 wurde Johnson gebeten, Aerosmith auf ihren Europa- und Nordamerika-Tourneen als Keyboarder, Akustikgitarrist und Backgroundsänger zu begleiten. 2016 war er als Keyboarder und Backgroundsänger an dem Album Reunion von Whitford-St.-Holmes beteiligt; die Gruppe tourte in diesem Jahr als Vorgruppe der britische Hardrock-Band Whitesnake.
2018 spielte Johnson die Keyboards auf Joe Perrys Album Sweetzerland Manifesto. Er tourt weiterhin aktiv mit Perry, den Hollywood Vampires und Aerosmith als Keyboarder, Akustikgitarrist und Backgroundsänger.